# Xestocephalus immaculatus
Xestocephalus immaculatus är en insektsart som beskrevs av Rauno E. Linnavuori 1959. Xestocephalus immaculatus ingår i släktet Xestocephalus och familjen dvärgstritar. Inga underarter finns listade i Catalogue of Life.